# Islip Terrace
Islip Terrace és una concentració de població designada pel cens dels Estats Units a l'estat de Nova York. Segons el cens del 2000 tenia 5.641 habitants.

## Demografia
Segons el cens del 2000, Islip Terrace tenia 5.641 habitants, 1.755 habitatges, i 1.463 famílies. La densitat de població era de 1.533,8 habitants/km².
Dels 1.755 habitatges en un 43,6% hi vivien nens de menys de 18 anys, en un 67,6% hi vivien parelles casades, en un 11,5% dones solteres, i en un 16,6% no eren unitats familiars. En el 13,2% dels habitatges hi vivien persones soles el 4,4% de les quals corresponia a persones de 65 anys o més que vivien soles. El nombre mitjà de persones vivint en cada habitatge era de 3,21 i el nombre mitjà de persones que vivien en cada família era de 3,51.
Per edats la població es repartia de la següent manera: un 29,5% tenia menys de 18 anys, un 6,7% entre 18 i 24, un 33,6% entre 25 i 44, un 20,6% de 45 a 60 i un 9,6% 65 anys o més.
L'edat mediana era de 35 anys. Per cada 100 dones de 18 o més anys hi havia 93,6 homes.
La renda mediana per habitatge era de 66.644 $ i la renda mediana per família de 69.389 $. Els homes tenien una renda mediana de 51.036 $ mentre que les dones 30.714 $. La renda per capita de la població era de 23.269 $. Entorn de l'1,7% de les famílies i el 2,4% de la població estaven per davall del llindar de pobresa.